# NK Roma Slavonski Brod
NK Roma je nogometni klub iz Slavonskog Broda.
Jedan je od nogometnih klubova romske zajednice u Hrvatskoj.

## Povijest kluba
Utemeljen je u rujnu 2006. godine. 
Klub je krenuo s natjecanjem od najniže lige u svojoj županiji, od 3. ŽNL, od sezone 2012. – 2013. klub se ne natječe.

## Dres
Boje dresova su (prema TV-snimci): crna majica i hlačice (s bijelim uzorkom na prsima i brojem), zatim zelena majica i hlačice (s crnim brojem), te žuta s crnim natpisom.

## Zanimljivosti
U svojem prvom pojavljivanju na TV-u, klupski čelnici su izrazili sklonost suradnji s NK Dinamom iz Zagreba.